# Macrobrachium hendersoni
Macrobrachium hendersoni är en kräftdjursart som först beskrevs av De Man 1906.  Macrobrachium hendersoni ingår i släktet Macrobrachium och familjen Palaemonidae.

## Underarter
Arten delas in i följande underarter:
- M. h. hendersoni
- M. h. cacharense
- M. h. platyrostre